# Uraecha perplexa
Uraecha perplexa är en skalbaggsart som beskrevs av J. Linsley Gressitt 1942. Uraecha perplexa ingår i släktet Uraecha och familjen långhorningar. Inga underarter finns listade i Catalogue of Life.